# Elecciones presidenciales de Senegal de 1993
Las elecciones presidenciales de Senegal de 1993 se realizaron el 21 de febrero del mismo año, donde el presidente en ejercicio, Abdou Diouf logró ser reelegido en primera ronda electoral.

## Proceso electoral

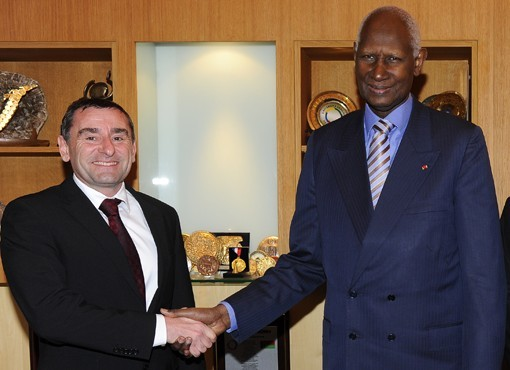
Presidente Abdou Diouf, junto a Dominique Hoppe, presidente de la Asamblea internacional de organizaciones francofónicas.

Como en la mayoría de los países africanos, los jóvenes son un componente fundamental en la vida política. La participación juvenil en política, en sectores urbanos puede llegar al 80%. Desde ellos llegan las primeras críticas al régimen del Partido Socialista de Senegal, que llega gobernando desde la independencia en 1960. Los jóvenes consideran que el clientelismo que caracteriza al régimen de Diouf no es concebible en la actualidad, no permite el crecimiento y la esperanza de mejorar el nivel de formación ni promueve el emprendimiento social.
Para muchos senegaleses, el régimen de Diouf es considerado una dictadura no represiva, donde en cada elección se sospecha del fraude electoral, se denuncia el dominio estatal que se ejerce sobre los medios de comunicación.

## Resultados
|  | 98,8 % |

|  | 1,2 % |

|  | 100,0 % |

|  | 51,5 % |

|  | 58,40 % |

|  | 32,03 % |

|  | 2,91 % |

|  | 2,41 % |

|  | 1,61 % |

|  | 0,97 % |

|  | 0,81 % |

|  | 0,85 % |